# Augusta Glosé
Augusta Glosé Leeds est née le 2 juin 1877 à Philadelphie, aux États-Unis, et morte le 24 septembre 1976. C'est une actrice et une chanteuse de cabaret américaine.

## Famille
Augusta est la fille du compositeur Adolph F. Glose et de la soprano Linda Weisgerber.
En 1907, elle épouse l'homme d'affaires Charles Starr Leeds, frère du multimillionnaire William B. Leeds Sr. De leur mariage naît une fille, Linda Augusta Leeds.

## Biographie
À Broadway, Augusta Glosé joue dans deux pièces de William Gillette, Because She Loved Him So (1899) et The Liberty Belles (1901-1902).
Par la suite, elle se lance dans le vaudeville et pratique ce qu'elle appelle le « pianologue », ce qui consiste à raconter des histoires drôles tout en jouant du piano.
Après son mariage en 1907, elle annonce la fin de sa carrière mais reprend les représentations peu de temps après, au grand dam de sa belle-sœur, Nancy Leeds, qui cherche à intégrer la bonne société européenne.
En 1918, elle rejoint le Stage Women's War Relief et joue pour les soldats américains.